# Gardening (RAF-Deckname)
Unter dem Decknamen Gardening (englisch für „Gärtnern“) verlegte das Bomber Command der Royal Air Force (RAF) im Zweiten Weltkrieg Seeminen in europäischen Gewässern. Die Minen wurden bildlich aus der Luft gepflanzt oder gesät. Die Verlegung sollte Bewegungen insbesondere der deutschen Kriegs- und Handelsmarine einschränken und im Idealfall den gegnerischen Schiffsraum verringern.

## Entstehung
Im Jahr 1936 hatte Arthur Harris – damals noch Offizier im Air Ministry – die Idee des Seeminenabwurfs vorgebracht. Die für die Seekriegführung zuständige britische Admiralität bestellte im Juli 1939 versuchsweise dreißig Minen für die Verlegung mit Flugzeugen. Die Versuche wurden im März 1940 abgeschlossen und im April 1940 wurde die No. 5 Bomber Group unter dem mittlerweile Gruppenkommandeur gewordenen Harris mit der Verlegung vor Kiel, Warnemünde, Swinemünde, Neustadt, Travemünde und in der Elbe beauftragt. Aufgrund des deutschen Überfalls auf Norwegen und Dänemark (Unternehmen Weserübung) wurde das Zielgebiet auf die dortigen Gewässer geändert. Die Verlegung konnte zu dieser Zeit nur mit der Handley Page Hampden erfolgen, die nur eine Mine je Mission legen konnte. Nach dem Frankreichfeldzug waren die Zielgebiete dann die Ostsee, der Nord-Ostsee-Kanal. die Elbmündung und die Biscaya.

## Ausweitung

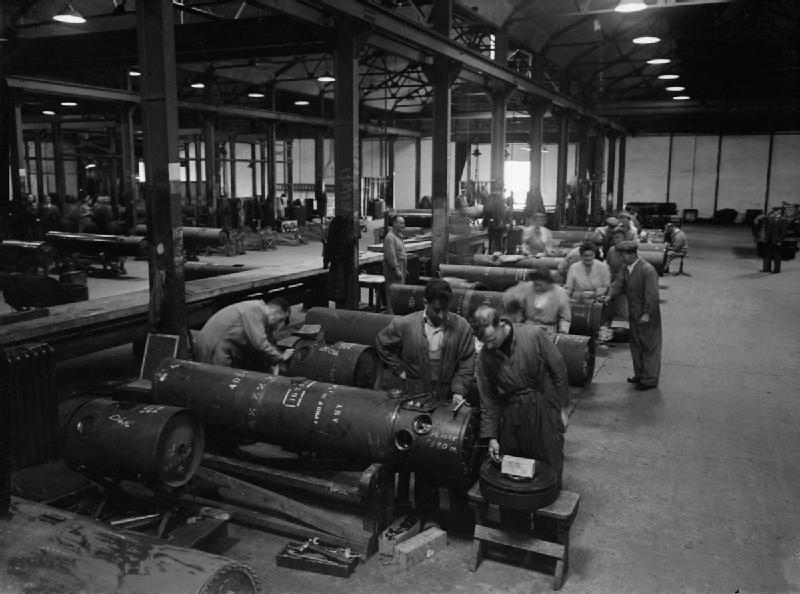
Minendepot der Royal Navy, 1944

Nachdem Harris das Kommando über Bomber Command übernommen hatte, bot er der Admiralität im Februar 1942 an, die Zahl der Verlegungen auf 1000 Minen pro Monat zu verzehnfachen, vorausgesetzt die geplanten strategischen Bombardierungen würden nicht darunter leiden. Damit wollte er potentiellen Wünschen von Churchill und der Admiralität nach Luftunterstützung besser begegnen können, denn nach der Doktrin der strategischen Luftmacht sollte man sich nicht verzetteln und z. B. die U-Boote an den Fabrikationsorten, in Hafennähe und in den Ausbildungsregionen bekämpfen anstatt ihnen aufwändig nachzujagen und damit die Bomberkräfte zu schwächen. Alle mittleren und schweren Bomber wurden verlegungsfähig gemacht und auch Ausbildungseinheiten (operational training units) wurden bei der Verminung eingesetzt. Die neu zugehenden schweren Bomber konnten mehrere Minen abwerfen.
Bomber Command beschrieb 1943 als strategische Ziele der Verminung:
- Den feindlichen Seeverkehr, insbesondere Rohstoffzulieferung ins Ruhrgebiet und Nachschub an die Ostfront und nach Norwegen zu behindern.
- Die Schlacht im Atlantik zu unterstützen, indem die Zufahrten zu den U-Boot-Stützpunkte an der französischen Atlantikküste und die Trainingsgebiete der U-Boote vermint werden.
- Blockadebrecher und den Binnenschiffsverkehr zu behindern.
- Hochspezialisierte feindliche Räumungskräfte über ein weiträumiges Gebiet zu binden.

Im November 1942 und im Juni 1944 wurde die Verminung gegen U-Boote zum Schutz der anlaufenden Landungsoperationen in Nordafrika (Operation Torch) und der Normandie (Operation Overlord) intensiviert.

## Technik

Liberator wird in Italien mit Seeminen für die Donau bestückt

Die neueren Bomber konnten mehrere Minen abwerfen (Wellington zwei, Manchester und Halifax jeweils vier, Lancaster sechs und die Mosquito zwei über kürzere Entfernungen) Eingesetzt wurden Seeminen mit akustischer, elektromagnetischer oder auch kombinierter Zündung, die an Fallschirmen zunächst im Tiefflug abgeworfen werden mussten. Mit der Einführung neuer Zielgeräte (Mark XIV), Abwurftechniken und dem H2S-Radar konnten ab 1943 auch Abwürfe aus großer Höhe und bei schlechten Sichtverhältnissen erfolgen.

## Ergebnis
Etwa fünf Prozent der Einsätze des Bomber Command im Zweiten Weltkrieg wurden zur Verlegung von Seeminen geflogen. Insgesamt legte das Bomber Command über 47.000 Minen aus. 467 Flugzeuge des Bomber Command gingen verloren. Die Zahl der beschädigten und versenkten Schiffe ist unklar und die Schätzungen weisen eine hohe Unsicherheit auf. Ein Nachkriegsbericht des Bomber Command beansprucht 491 versenkte und 410 beschädigte Schiffe. Im Schnitt hätte demnach jede 50. Mine ein Schiff beschädigt. Deutschland versenkte mit 223.000 Seeminen (hauptsächlich von Überwasserstreitkräften verlegt) ca. 600 Schiffe insgesamt im Zweiten Weltkrieg. Die US-Streitkräfte profitierten im Pazifikkrieg von den britischen Erfahrungen und brachten Japan in der Operation Starvation ab März 1945 große Verluste bei.
Die Nacht des 28. April 1943 war die verlustreichste dieser Operationen. Von 207 eingesetzten Flugzeugen gingen 22 verloren.

## Film
- Deploying Mines at Sea from Aircraft in World War 2 (engl.) Youtube 16 Min